# Лицько-Петрово-Село
44°53′ пн. ш. 15°43′ сх. д. / 44.88° пн. ш. 15.71° сх. д.
Лицько-Петрово-Село (хорв. Ličko Petrovo Selo) — населений пункт у Хорватії, у Лицько-Сенській жупанії у складі громади Плитвицька Єзера.

## Населення
Населення за даними перепису 2011 року становило 110 осіб.
Динаміка чисельності населення поселення:

## Клімат
Середня річна температура становить 9,21 °C, середня максимальна – 23,23 °C, а середня мінімальна – -6,86 °C. Середня річна кількість опадів – 1324 мм.
| Клімат поселення                              | Клімат поселення | Клімат поселення | Клімат поселення | Клімат поселення | Клімат поселення | Клімат поселення | Клімат поселення | Клімат поселення | Клімат поселення | Клімат поселення | Клімат поселення | Клімат поселення | Клімат поселення |
| Показник                                      | Січ.             | Лют.             | Бер.             | Квіт.            | Трав.            | Черв.            | Лип.             | Серп.            | Вер.             | Жовт.            | Лист.            | Груд.            |                  |
| Середній максимум, °C                         | 6,43             | 7,41             | 11,11            | 15,30            | 19,96            | 23,23            | 22,36            | 21,75            | 18,08            | 14,04            | 8,55             | 4,61             |                  |
| Середня температура, °C                       | −0,2             | 0,78             | 4,47             | 8,68             | 13,32            | 16,60            | 18,61            | 18,01            | 14,32            | 10,29            | 4,81             | 0,86             |                  |
| Середній мінімум, °C                          | −6,86            | −5,87            | −2,18            | 2,04             | 6,68             | 9,94             | 14,87            | 14,28            | 10,60            | 6,54             | 1,07             | −2,87            |                  |
| Норма опадів, мм                              | 87               | 92               | 99               | 113              | 104              | 106              | 91               | 97               | 126              | 136              | 152              | 121              |                  |
| Середньомісячна швидкість вітру, м/с          | 1.69             | 1.79             | 2.10             | 2.06             | 1.90             | 1.71             | 1.68             | 1.55             | 1.56             | 1.68             | 1.81             | 1.84             |                  |
| Середньомісячна сонячна радіація, кДж/м²·день | 4508             | 7195             | 10658            | 15137            | 19250            | 21074            | 22563            | 19379            | 14381            | 9252             | 4956             | 3723             |                  |
| --------------------------------------------- | ---------------- | ---------------- | ---------------- | ---------------- | ---------------- | ---------------- | ---------------- | ---------------- | ---------------- | ---------------- | ---------------- | ---------------- | ---------------- |
| Джерело:                                      |                  |                  |                  |                  |                  |                  |                  |                  |                  |                  |                  |                  |                  |